# Cordão carnavalesco
Cordão carnavalesco foi um tipo de agremiação recreativa ligada essencialmente aos festejos de Carnaval. Muito popular no final do século XIX e início do século XX no Rio de Janeiro, e até a década de 1960, em São Paulo, os cordões após isso entraram em decadência, sendo substituídos pelas escolas de samba, blocos carnavalescos ou nestas se transformando.[carece de fontes?]
Algumas escolas de samba, especialmente no Estado de São Paulo, tiveram origens em cordões, entre elas Vai-Vai e Camisa Verde e Branco, da capital, e o Bambas, de Ribeirão Preto.

## Descrição
O nome "cordão" parece derivar de um grupo de pessoas que se sucedem e não do fato de haver uma corda circundando os componentes. Entre a principal característica dos cordões estava o fato de ser formado por grupos de foliões mascarados com feições de velhos, palhaços, diabos, reis, rainhas, índios, baianas, entre outros, conduzidos por um mestre obedecendo a um apito de comando. Seu conjunto instrumental costumava ser exclusivamente de percussão.
Diversos autores divergem sobre a mais provável origem dos cordões, bem como sua própria classificação.
No entanto, para Felipe Ferreira, em O livro de ouro do carnaval brasileiro (2005), cordões e blocos eram considerados termos genéricos até a década de 1910, quando, de acordo com este autor, a partir da década seguinte, a intelectualidade começa a estudar e classificar em categorias essas manifestações, com ajuda da imprensa, separando os diversos grupos carnavalescos desde as sofisticadas sociedades carnavalescas, até os temidos cordões, classificados por estes como grupos mais desorganizados. Para Eneida e Rachel Soihet, ranchos eram evoluções dos cordões, e eram classificados por aquelas autoras como "cordões mais civilizados". Por outro lado, Nelson da Nóbrega Fernandes argumenta que a própria Eneida reconheceu linhas evolutivas diversas entre ambas as manifestações.
Os cordões de São Paulo, que possuem uma história paralela à do Rio. Em São Paulo, desenvolveu-se a figura do Baliza, um integrante que executava malabarismos com um bastão e abria caminho para a agremiação carnavalesca, ao mesmo tempo em que defendia o estandarte do grupo. Outros elementos introduzidos no Carnaval de São Paulo foram o próprio estandarte, e corte com rei, rainha, príncipe, entre outros elementos, bem como choro, um grupo responsável pelo acompanhamento melódico e harmônico, com instrumentos de corda e também de sopro, tais como trompete, trombone e saxofone. Estes cordões paulistanos interpretavam o ritmo musical conhecido como marcha-sambada, uma mescla de elementos do samba-rural paulista com a marcha.

## História

### Rio de Janeiro
No Carnaval do Rio de Janeiro, que é o que possui uma historiografia mais vasta, diversas formas de manifestações carnavalescas já existiam desde a segunda metade do século XIX, tais como Ranchos, sociedades,  blocos e clubes carnavalescos, além dos cordões. Os cordões surgiriam em substituição ao Zé Pereira, na década de 1890.
João do Rio aponta os cordões como originários a partir da Festa de Nossa Senhora do Rosário. Já Eneida de Moraes aponta a tradição do cordão no Rio de Janeiro como herdeira dos cucumbis, sendo que os primeiros registros de entidades que se denominavam oficialmente cordões datam de 1886, quando é fundado o Estrela da Aurora, e 1895, com o Teimosos Carnavalescos.
Em 1902 começa a Era dos Cordões na cidade do Rio de Janeiro, quando 200 cordões são licenciados pela polícia. Datam dessa época os cordões Estrela de Dois Diamantes, Filhos da Primavera, Filhos do Poder de Ouro, Destemidos do Catete, Maçãs de Ouro, Rainha das Chamas e Triunfo da Glória. Em 1906, o jornal Gazeta de Notícias organiza o primeiro concurso de cordões.
Porém, já em 1911, os ranchos começam a substituir os cordões no Carnaval carioca, tendo como características diferenciadoras o uso de instrumentos de sopro e corda. Nelson da Nóbrega Fernandes afirma que os cordões cariocas sofreram um processo de "satanização" daí passaram a denominar-se como blocos ou transformarem-se em ranchos. Ironicamente, o primeiro concurso do qual participou o Ameno Resedá, o maior dos ranchos cariocas, foi a "Festa dos Cordões".[carece de fontes?]
Em 1918, surge o Cordão da Bola Preta, que na verdade nunca foi um cordão, mas já foi fundado como um clube carnavalesco que desejava, segundo seu próprio estatuto, "reviver as tradições dos antigos cordões", uma mostra de que já àquela época os cordões já estavam praticamente extintos no Rio de Janeiro. Atualmente, o Bola Preta é classificado como um bloco, mas por determinação estatutária, mantem a designação "cordão" em seu nome.[carece de fontes?]

### São Paulo
Na década de 1910, quando no Rio de Janeiro os cordões já se encontravam em decadência, em São Paulo, eram criados alguns dos que viriam a ser os mais importantes cordões carnavalescos. Em 1914, é criado por Dionísio Barbosa o Cordão da Barra Funda, que posteriormente daria origem à escola de samba Camisa Verde e Branco Os cordões paulistanos foram inspirados nos cariocas, mas incorporavam elementos próprios.
Dois anos após a criação da escola de samba Estação Primeira de Mangueira e dois anos antes do primeiro concurso oficial de escolas de samba cariocas, a partir de uma dissidência de outro cordão, o Cai-Cai, era criado o cordão Vai-Vai, que anos mais tarde também se transformaria em escola de samba.[carece de fontes?]
Até 1967 o Carnaval de São Paulo era organizado pela iniciativa privada, e muitas vezes não havia um concurso de âmbito municipal unificado. Em 1968, sob a gestão do Brigadeiro Faria Lima à frente da Prefeitura de São Paulo, o desfile foi oficializado e apoiado pelo poder público. No entanto, para muitos autores, este fato marcou a decadência dos concursos de cordões paulistanos, uma vez que o regulamento do concurso de escolas de samba foi inspirado no regulamento vigente no Carnaval carioca, onde não existiam o baliza e instrumentos de sopro eram proibidos, além da existência de uma ala das baianas, e da bandeira ao invés do estandarte. Esta padronização passou a ser obrigatória para as escolas de samba, e embora tenham existido concursos paralelos, um para escola de samba, outro para cordões, nos anos de 1968, 1969 e 1971, a partir de 1972 a categoria de cordões passou a não mais existir e os últimos cordões remanescentes, Vai-Vai, Camisa Verde, Paulistano da Glória e Fio de Ouro converteram-se em escolas de samba.